# Marie Morgenstern
Marie Morgenstern (* 27. Januar 1827 in Clausthal; † 21. Januar 1908 in Göttingen) war eine deutsche Schriftstellerin und Übersetzerin.

## Leben
Ihr Vater war Lehrer in Clausthal. Sie erkrankte im siebzehnten Lebensjahr an einem Nervenleiden, von dem sie erst im Alter von 29 Jahren geheilt wurde, sodass sie am gesellschaftlichen Leben teilnehmen konnte. In der Krankheitszeit lernte sie die englische Sprache und begann literarische Werke zu übersetzen. Im Laufe ihres Lebens erschienen 54 Übersetzungen von ihr aus dem Englischen. Nach Krankheitsjahren in der Familie ihres Arztes in Wolfenbüttel zog sie 1859 zu ihrer Mutter nach Alfeld. 1864 zog sie nach Göttingen, wo sie im Alter von 80 Jahren starb.

## Werke
- Ein Menschenleben. Eine wahre Geschichte. Spittler, Basel 1883.
- Glück auf! Aus den Aufzeichnungen eines oberharzischen Bergarztes. Weichelt, Hannover 1884.

## Übersetzungen (Auswahl)
- Die Perle der Familie. Erzählung aus dem häuslichen Leben. Von E. Prentiss. Schneider, Basel 1875.
- Die Familie Percy. Von E. Prentiss. Schneider, Basel 1876.
- Die kleine Handlangerin des Herrn. Von Agnes Giberne. Schneider, Basel 1879.
- Der Kampfplatz des Lebens. Eine Familiengeschichte. Von Agnes Giberne. Böhme, Leipzig 1879.
- Die Erbin von Ashton Court. Eine Erzählung für die Frauenwelt. Von Emma Marshall. Nusser, Itzehoe 1883.[1]
- Der namenlose Schatten. Eine Familiengeschichte. Von Agnes Giberne. Weichelt, Hannover 1885.
- Die Tochter des Bildhauers. Von E. Thorne. Steinkopf, Stuttgart 1888.
- Eigene Wege. Von Emma Marshall. Geering, Basel 1888.
- Der alte Thorweg. Erzählung. Von Emma Marshall. Böhme, Leipzig 1889.
- Die beiden Kronen. Erzählung. Von E. Thorne. Steinkopf, Stuttgart 1889.
- Das Pfarrhaus in Glen Clunie. Von E. Thorne. Heinsius, Bremen 1892.
- Dr. Ken und sein Schüler. Erzählung. Von E. Marshall. Heinsius, Bremen 1892.
- Die Rätsel des Lebens. Eine Erzähung. Von Emma Marshall. Ungleich, Leipzig 1892.